# Малое Сальково
Малое Сальково — деревня в составе Дмитриевского сельского поселения Галичского района Костромской области России.

## История
Согласно Спискам населенных мест Российской империи в 1872 году деревня относилась к 2 стану Галичского уезда Костромской губернии. В ней числилось 2 двора, проживало 7 мужчин и 9 женщин.
Согласно переписи населения 1897 года в деревне проживало 20 человек (8 мужчин и 12 женщин).
Согласно Списку населенных мест Костромской губернии в 1907 году деревня относилось к Фоминской казённой волости Галичского уезда Костромской губернии. По сведениям волостного правления за 1907 год в ней числилось 5 крестьянских дворов и 30 жителей.
До муниципальной реформы 2010 года деревня также входила в состав Дмитриевского сельского поселения.

## Население
| 2008 | 2010 | 2012 | 2014 |
| ---- | ---- | ---- | ---- |
| 0    | →0   | →0   | →0   |